# Järnvägsolyckan i Vigerslev

Järnvägsolyckan i Vigerslev ägde rum lördagen den 1 november år 1919 och är en av de värsta järnvägsolyckorna i Danmarks historia. Vid kollisionen i Vigerslev omkom 40 personer och 58 skadades, varav 27 allvarligt. Ett antal händelser sammanvävda med varandra bidrog till att olyckan kunde ske.

## Bakgrund
Tåg 168 från Kalundborg var på väg till Københavns Hovedbanegård. På grund av mycket trafik var det kraftigt försenat och skulle ha passerat Vigerslev klockan 20.35, men kom inte dit förrän klockan 20.50. Strax efter passagen drog en passagerare i nödbromsen, eftersom en åtta år gammal pojke hade ramlat ut ur tåget. Tåget var tvunget att backa, eftersom man ville hitta pojken.
Tåg 168 efterföljdes av ett ej schemalagt tåg mot Køge som fraktade brandförsvarsutrustning. Tågklareraren fattade beslutet att tåget med brandsläckningsutrustningen skulle ges förtur. I och med detta signalerades att järnvägen var öppen för passage. Tåget med brandutrustningen passerade Vigerslev men efter detta fanns ett expresståg. Samtidigt fortsatte tåg 168 att backa och passerade tågsignalen bakifrån mot Brøndbyøster. Strax därefter kom tågklareraren i Vigerslev på att expresståget var på väg. Han försökte kontakta sin kollega i Brondbyøster men denne var upptagen med det förbipasserande expresståget.
Tåg 168 hade bara backat 130 meter från tågsignalen i Vigerslev och pojken som föll ur tåget hade hittats intill spåret och klarat sig med brutna ben. Samtidigt sprang tågklareraren i riktning mot Brondbyøster och signalerade mot expresståget med en lanterna. Expresståget bromsade inte trots att tågklarerarens lanterna var synlig för expresstågets lokförare. Klockan 21.01 brakade expresståget in i de bakre vagnarna på tåg 168. Sex passagerare i expresståget dog utöver dess lokförare och eldare. De bakersta vagnarna i tåg 168 flög och föll ner från den höga banvallen. Här fanns de flesta omkomna.

### Fotnoter
1. 1 2  ”Det hände då 1 november” (på svenska). Sundsvalls tidning. 1 november 2009. https://www.st.nu/artikel/slakt-o-vanner/det-hande-da-1-november-1. Läst 28 december 2018. Arkiverad 2018-12-29